# Louise Manteau
Pour les articles homonymes, voir Manteau.
Louise Manteau, née à Maubeuge, en France, est une actrice belge.

## Biographie
Louise Manteau étudie l'art dramatique au Conservatoire royal de Mons, où elle obtient son diplôme en 2010.
Elle commence sa carrière au théâtre, travaillant sous la direction de metteurs en scène tels que Frédéric Dussenne, Sylvie Landuyt, Céline Delbecq et Jessica Gazon. Elle joue ensuite dans des séries télévisées et des films.

## Filmographie partielle

### Au cinéma
- 2022 : Kommunioun (Wolfkin) : Elaine
- 2023 :  Temps mort : Cynthia
- 2023 : Conann : une barbare / une militaire
- 2023 :  Il pleut dans la maison : Leïla
- 2023 : Chiennes de vie (en) de Xavier Seron
- 2025 :  L'âge mûr : la femme qui visite

### À la télévision
- 2017 :  Unité 42 : Pauline Sissbach (série télévisée, 1 épisode)
- 2018 :  eLegal : Anne Lombard (série télévisée, 1 épisode)
- 2018 : Les Rivières pourpres : Gallois (série télévisée, 2 épisodes)
- 2019 : Zone blanche : Iris Chastain (série télévisée, 1 épisode)
- 2022 : Pandore : Louise (série télévisée, 5 épisodes)

## Récompenses et distinctions
- Magritte de la meilleure actrice dans un second rôle 2025 pour son rôle de Leïla dans Il pleut dans la maison[2]